# Edeltraud Eckert
Edeltraud Eckert (* 20. Januar 1930 in Hindenburg O. S., Provinz Oberschlesien; † 18. April 1955 in Leipzig) war eine deutsche Schriftstellerin. Als politischer Häftling in der DDR starb sie im 
Gefängnis Hoheneck.

## Leben
Edeltraud Eckert stammte aus einer Buchhändlerfamilie. 1945 floh die Familie nach Brandenburg an der Havel, wo Edeltraud Eckert ihr Abitur ablegte. Seit 1946 war sie Mitglied der Freien Deutschen Jugend. 1949 begann sie ein Studium der Pädagogik an der Humboldt-Universität zu Berlin. Nachdem sie bereits zu Beginn des Studiums Kenntnis vom Weiterbestehen der sowjetischen Gefangenenlager in der neu gegründeten DDR erhielt, engagierte sie sich mit drei Freunden in der antikommunistischen Widerstandsgruppe gegen die SED-Herrschaft, der Kampfgruppe gegen Unmenschlichkeit, für die die Gruppe in Rathenow Flugblätter verteilte.
Am 10. Mai 1950 wurde Edeltraud Eckert in Potsdam verhaftet. Die Angehörigen der Gruppe wurden von DDR-Polizisten verhört und misshandelt; nach der Überstellung an das sowjetische Militärtribunal folgten weitere Verhöre. In dem Prozess vor dem Militärtribunal, der ab dem 29. Juli 1950 unter Ausschluss der Öffentlichkeit und ohne Verteidiger stattfand, wurde Edeltraud Eckert zu 25 Jahren Haft und Zwangsarbeit verurteilt.
Ab dem 1. Oktober 1950 war Edeltraud Eckert Insassin des Zuchthauses Waldheim bei Chemnitz. Eckert arbeitete u. a. als Schneiderin; ihre Verbindung zur Außenwelt beschränkte sich auf einen kurzen Brief pro Monat an die Familie.
Von Juli 1953 bis März 1954 erhielt Edeltraud Eckert wegen guter Arbeitsleistungen von der Gefängnisleitung die Erlaubnis, ihre Gedichte und Kompositionen in ein Schreibheft zu übertragen. Im Herbst 1953 wurde ihr  bei einem Arbeitsunfall ein Finger schwer gequetscht, kurz darauf wurde Tuberkulose diagnostiziert. Im März 1954 wurde sie ins Gefängnis Hoheneck in Stollberg/Erzgeb. verlegt, wo sie unter noch schärferen Haftbedingungen zu leiden hatte. Ende 1954 war die Gefangene der DDR-Justiz überstellt worden, die ihr eine Strafverkürzung und Entlassung im Jahre 1958 in Aussicht stellte.
Edeltraud Eckert arbeitete zu dieser Zeit als Mechanikerin in der Gefängnisschneiderei. Am 24. Januar 1955 erlitt sie bei der Arbeit an einer Maschine eine schwere Kopfverletzung, deren fachgerechte Behandlung erst einige Tage später begann. Sie wurde ins Haftkrankenhaus in Leipzig-Meusdorf verlegt und in den folgenden Monaten mehrfach operiert. Eine Serie von Infektionen führte Ende März zum Wundstarrkrampf, dessen Behandlung in der Leipziger Universitätsklinik erfolglos blieb. Edeltraud Eckert starb am 18. April 1955 im Alter von 25 Jahren im Krankenhaus; ihr Leichnam wurde eingeäschert und die Urne von den Behörden in einem geheim gehaltenen Massengrab beigesetzt. Das Schreibheft mit ihren Gedichten  wurde einige Tage später mit ein paar persönlichen Besitztümern der Familie übersandt.
Edeltraud Eckerts Werk besteht aus den in ihrem Schreibheft enthaltenen Gedichten sowie einigen weiteren, die von Mitgefangenen aus dem Gedächtnis überliefert wurden. Als Lyrikerin stand Eckert unter dem Einfluss ihres Lieblingsdichters Rainer Maria Rilke. Ihre meist in liedhafter Form gehaltenen und von tiefer Melancholie geprägten Gedichte reflektieren die verzweifelte Situation der Gefangenen. Einem breiteren Publikum wurde Eckerts Werk erst durch die Veröffentlichung durch das Archiv unterdrückter Literatur in der DDR im Jahre 2005 bekannt.

## Werke
- Hinter Gittern – ein Mensch, München 1969
- Jahr ohne Frühling, Frankfurt am Main [u. a.] 2005